# 三国群英传VII
《三國群英傳VII》是由宇峻奧汀公司開發，並於2007年在台湾發行的一款以三國為背景的單人對戰策略遊戲，中国大陆则由寰宇之星在2009年发行。本作對應Microsoft Windows平台，為三國群英傳系列的第七代作品。

## 外部連結
三國群英傳7 形象官網（页面存档备份，存于）